# Isozoanthus magninsulosus
Isozoanthus magninsulosus är en korallart som beskrevs av Oscar Henrik Carlgren 1913. Isozoanthus magninsulosus ingår i släktet Isozoanthus och familjen Parazoanthidae. Inga underarter finns listade i Catalogue of Life.